# Клемензод (Долина Аосте)
Клемензод је насеље у Италији у округу Долина Аосте, региону Долина Аосте.
Према процени из 2011. у насељу је живело 8 становника. Насеље се налази на надморској висини од 1635 м.